# Telat Yurtsever
Telat Yurtsever (* 17. August 1964 in Kars, Türkei; † 28. November 2021) war ein deutscher Theaterregisseur.

## Leben
Yurtsever studierte Regie an der Universität Hamburg. Als Schüler von Jürgen Flimm gründete er 1999 die freie Schauspielgruppe „Company Hamburg“. Mit seiner transkulturellen Schauspielgruppe bestritt er auch einen eigenen Weg, jenseits vom städtischen Theaterbetrieb und war auf Theaterfestivals im In- und Ausland eingeladen. Seine sinnlich gesellschaftsrelevanten Stücke ohne große Bühnenaufbauten, meist mit Live-Musik sind im Spannungsfeld zwischen Theater, Lesung und Performancetheater angesiedelt. Schauspieler und ihre Körperlichkeiten stehen im Focus. Yurtsever inszenierte u. a. am Thalia Theater (Hamburg), an den Hamburger Kammerspielen, am Mainfranken-Theater in Würzburg und an den Staatstheatern Karlsruhe, Ankara und Diyarbakir. Ein Schwerpunkt seiner Theaterarbeit ist die Untersuchung der Mechanismen von Unterwerfung und Verführung in gesellschaftlichen Wandlungsprozessen. Er schrieb zudem eigene Bühnentexte/-programme und Essays/Kolumnen. In den Jahren 2001 bis 2019 war Telat Yurtsever Gastdozent am Institut für Schauspiel, Film- und Fernsehberufe (ISFF) in Berlin, Stageart Musical School Hamburg, Hamburger Schauspiel-Studio Frese und International Summer School der Universität Hamburg.

## Inszenierungen (Auswahl)

### Fremde Stücke
- 1997 Landschaften mit Argonauten von Heiner Müller (Hamburger Kammerspiele)
- 1999 Die Ohren des König Midas[2] von Güngör Dilmen (Thalia Theater Hamburg)
- 2000 Rinderwahnsinn[3] von John von Düffel (Theater in der Basilika)
- 2001 Krankheit der Jugend von Ferdinand Bruckner (Stadttheater Würzburg)
- 2002 Wilde Liebe[4] von Sam Shepard (Hamburger Kammerspiele)
- 2017 Bedreddin nach Nazim Hikmet (Katakomben-Theater Essen[5] / Kulturbunker Köln /Internationales Theater Frankfurt / Politbüro Hamburg[6] / Tournee)
- 2019/2020 Das Missverständnis (Yanlışlık)[7] Albert Camus (State Theatre / Diyarbakir[8] / Ankara)

### Eigene Stücke
- 2001 Ein Fest für Nazim nach Nazim Hikmet[9] (Staatstheatern Karlsruhe, Ankara / Fundbuero Hamburg / Scala Basel / Ballhaus Berlin / Tournee)
- 2004 Auf der Linie – Auf dem Strich[10][11] (Fußball-Globus – FIFA Hamburg, Berlin, Kaiserslautern, Hannover und München)
- 2006 Kleinasien im Galopp (Staatstheater Karlsruhe / St. Johannis-Kirche HH)
- 2007 Bilder einer Migration[12] (Hamburger Theater Istasyon / Combinale Theater Lübeck / Theaterfestival Ankara / Denizli / Tournee)
- 2010 salon istanbul[13] (Delphi-Showpalast Hamburg / Thalia Theater Hamburg)
- 2013 HINTER(N)GRUND MIGRATION[14] (Schwankhalle Bremen, Polittbüro Hamburg)
- 2014 Germania Kids nach „Kopf und Kragen“ von Feridun Zaimoglu (Theater Sprechwerk Hamburg)[15]

### Kurzfilme / Album
- 2004 Blindes Herz
- 1996 Torik im Land der Fische / Erzählungen und Lieder

## Veröffentlichungen (Auswahl)
- Germanische Induktion: Rhein!: Zeitschrift für Worte, Bilder Klang / 2018 / Nr. 18, S. 112 / ISBN 978-3-935369-45-9
- Utopie in Präsenz: Rhein!: Zeitschrift für Worte, Bilder Klang / 2019 / Nr. 19, S. 103 / ISBN 978-3-935369-44-2
- Bedensel Mevcut Olmak veya Ol(a)mamak: Tiyatro Gazetesi / Mayis 2020 (tr)
- Hochzeitsvorbereitungen: Rhein!: Zeitschrift für Worte, Bilder Klang / 2020 / Nr. 22, S. 123 / ISBN 978-3-935369-50-3
- Sanat icinde Fubol: Tiyatro Gazetesi / Istanbul / Juni 2021 (tr)